# البشمة (حزم العدين)

تعديل مصدري - تعديل

البشمة هي إحدى قرى عزلة الأحكوم بمديرية حزم العدين التابعة لمحافظة إب، بلغ تعداد سكانها 79 نسمة حسب تعداد اليمن لعام 2004.